# Calle Kosciuszko (línea Jamaica)
La Calle Kosciuszko es una estación en la línea Jamaica del Metro de Nueva York de la B del Brooklyn–Manhattan Transit Corporation. La estación se encuentra localizada en Bedford-Stuyvesant, Brooklyn entre la Calle Kosciuszko y Broadway. La estación es servida en varios horarios por los trenes del Servicio  y .

## Enlaces externos

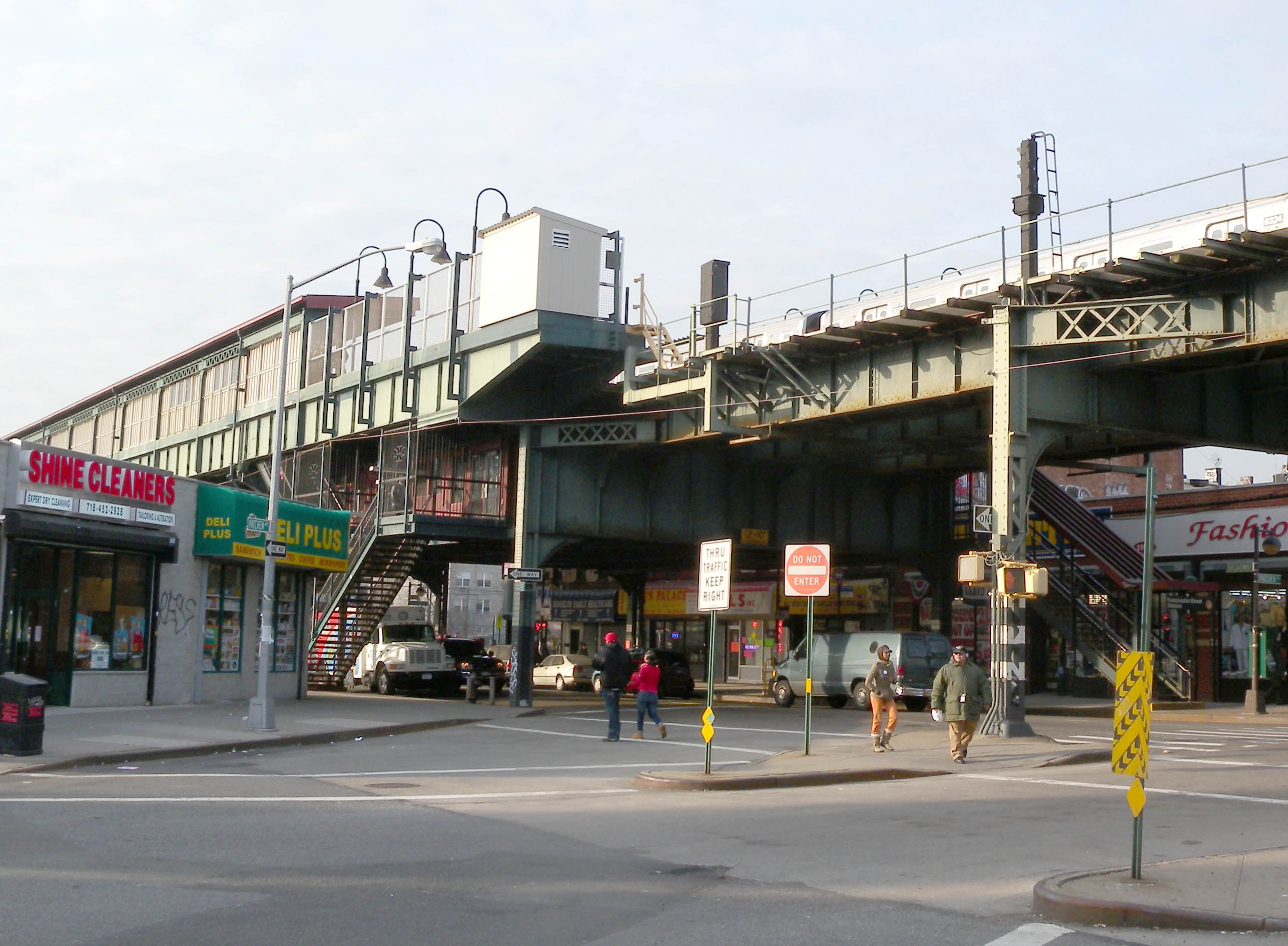
Escalera.